# Улица Гарнаева (Феодосия)
Улица Гарнаева (укр. Вулиця Гарнаєва) — улица в Феодосии, отходя от Московской улицы ведёт к Керченскому шоссе.

## История

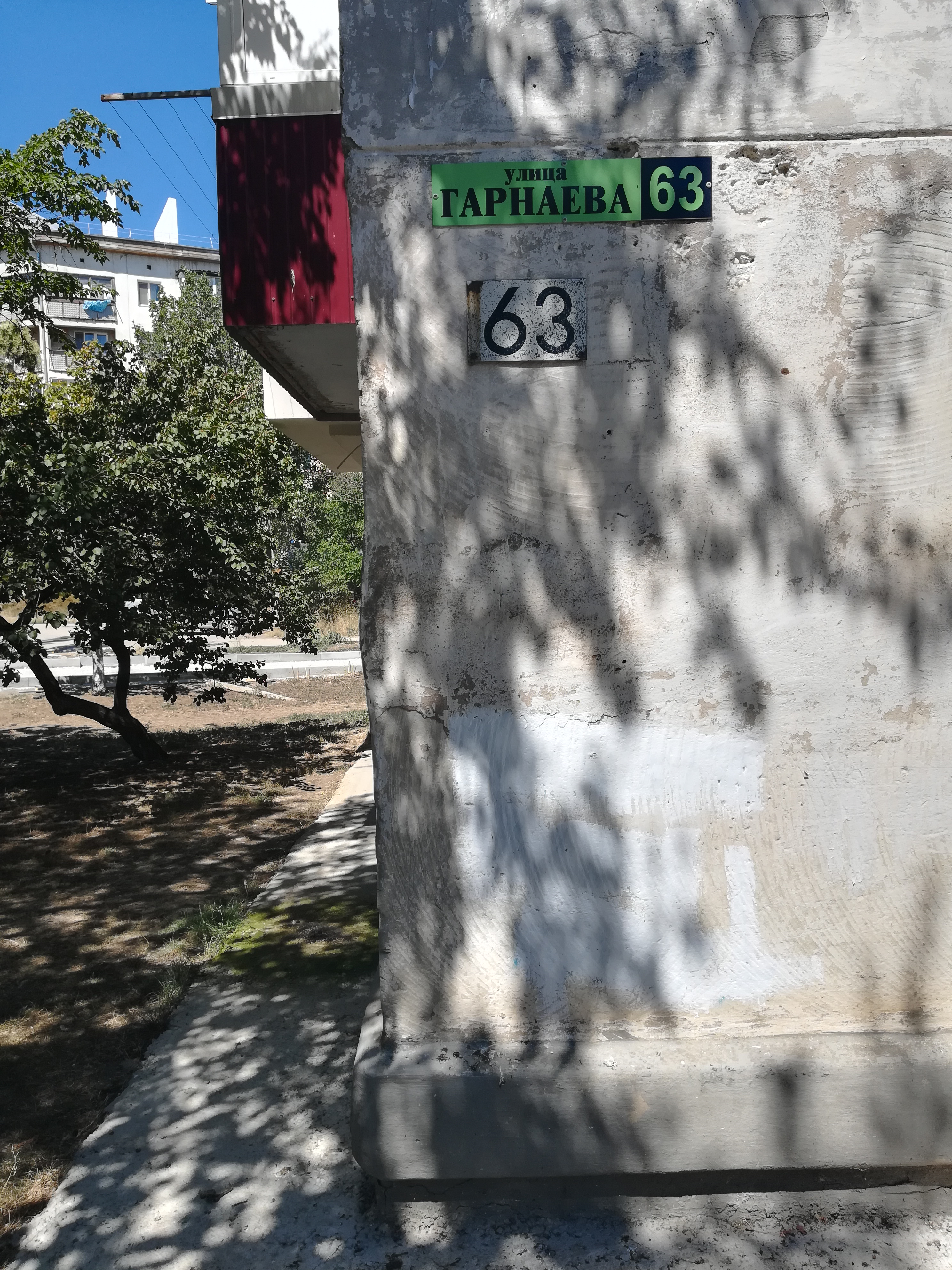

Одна из новых улиц города, хотя была указана (непоименованной) ещё на дореволюционных планах Феодосии. Болотистая местность в районе улицы была застроена в 1960—1970 годы.
Названа в честь заслуженного лётчика-испытателя СССР, Героя Советского Союза Юрия Александровича Гарнаева (1917—1967), жившего в Феодосии и работавшего как лётчик-испытатель. В 1967 году Ю. А. Гарнаев погиб во Франции, туша лесные пожары — его вертолёт потерпел катастрофу в зоне пожара.

## Достопримечательности
д. 70 — средняя школа № 17
д. 85 — Федеральное государственное унитарное предприятие «Научно-исследовательский институт аэроупругих систем»